# Antonio Rüdiger
Antonio „Toni“ Rüdiger (* 3. März 1993 in Berlin) ist ein deutscher Fußballspieler. Der Innenverteidiger steht seit 2022 bei Real Madrid unter Vertrag und ist deutscher Nationalspieler.

## Herkunft und Familie
Sein Vater nannte ihn Antonio, weil er den spanischen Schauspieler Antonio Banderas mag.
Antonio Rüdigers Mutter Lily stammt aus Sierra Leone und ist wegen des dortigen Bürgerkriegs Anfang der 1990er Jahre nach Berlin ausgewandert. Sein Vater Matthias Rüdiger stammt ebenfalls aus Afrika und ist deutscher Staatsbürger. Antonio wuchs mit vier Schwestern und seinem acht Jahre älteren Halbbruder Sahr Senesie in Berlin-Neukölln auf. Senesie, der ebenfalls Profifußballer war, ist seit 2015 als Berater für Antonio tätig.
Rüdiger besitzt neben der deutschen auch die Staatsbürgerschaft Sierra Leones. Im Januar 2022 wurde er zum offiziellen Fußball-Botschafter Sierra Leones durch Staatspräsident Julius Maada Bio ernannt. Er erhielt einen sierra-leonischen Diplomatenpass.
Rüdiger ist praktizierender Muslim. Er ist verheiratet und hat mit seiner Ehefrau Laura zwei Kinder (* 2020, * 2021).

## Vereinskarriere
Rüdiger spielte in seiner Jugend u. a. für die Vereine VfB Sperber Neukölln, Tasmania Gropiusstadt und die Neuköllner Sportfreunde 1907. Im Jahr 2006 schloss er sich Hertha 03 Zehlendorf an, von wo er 2008 in die Jugend von Borussia Dortmund wechselte.

### VfB Stuttgart

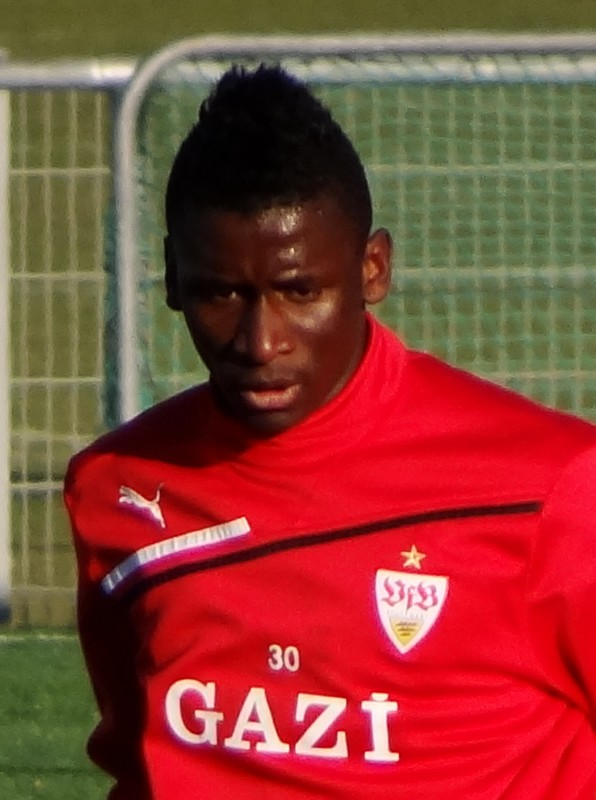
Beim VfB Stuttgart (2012)

Im Frühjahr 2011 unterschrieb Rüdiger einen Vertrag beim VfB Stuttgart, obwohl er wegen dieses Wechsels ein halbes Jahr nicht spielberechtigt war. Am 23. Juli 2011 am 1. Spieltag der Saison 2011/12 gab er als U-19-Spieler für den VfB Stuttgart II in der 3. Liga gegen Arminia Bielefeld sein Profidebüt.
Er debütierte am 29. Januar 2012 im Heimspiel des VfB Stuttgart gegen Borussia Mönchengladbach in der Bundesliga. Wie schon zuvor wurde der gelernte Innenverteidiger wegen verletzungsbedingter Ausfälle als Rechtsverteidiger eingesetzt. Am 4. Oktober 2012 absolvierte er in der Europa League am 2. Spieltag der Gruppenphase 2012/13 gegen Molde FK sein erstes internationales Pflichtspiel. Nach dem Abgang von Maza in der Winterpause wurde Rüdiger in der Rückrunde 2012/13 in der Innenverteidigung der Stuttgarter Bundesligamannschaft aufgestellt, zumeist, wenn einer der Stamm-Innenverteidiger Georg Niedermeier und Serdar Taşçı verletzt oder gesperrt war. Am 19. April 2013 verlängerte er seinen Vertrag vorzeitig bis Ende Juni 2017. Sein erstes Bundesligator erzielte Rüdiger am 1. September 2013 beim 6:2-Heimsieg gegen die TSG Hoffenheim. 2013/14 erhielt er einen Stammelf-Platz als Innenverteidiger und spielte in jedem seiner 30 Einsätze durch. In dieser Spielzeit schied er mit dem VfB in den Play-offs zur Europa League gegen HNK Rijeka aus, im DFB-Pokal scheiterte der VfB in der zweiten Runde gegen den SC Freiburg. Im Ligabetrieb kämpfte Stuttgart gegen den Abstieg und sicherte sich mit Platz 15 knapp den Klassenerhalt. Auch in der Folgesaison wurde erst am letzten Spieltag mit dem 2:1-Auswärtssieg beim SC Paderborn 07 der Abstieg verhindert. Rüdiger fiel in der Rückrunde zwischenzeitlich wegen Meniskusverletzung und später wegen grippalen Infekts aus.

### AS Rom
Mitte August 2015 wechselte Rüdiger bis zum Ende der Saison 2015/16 für eine Leihgebühr in Höhe von vier Millionen Euro zur AS Rom. Darüber hinaus einigten sich die Vereine auf eine festgeschriebene Kaufoption mit einer zusätzlichen Ablösesumme in Höhe von neun Millionen Euro. Nach einer Knieoperation sowie einer Knieverletzung mauserte sich Rüdiger zur ersten Wahl auf der Innenverteidigerposition und wurde zum Ende seines ersten Jahres in der italienischen Hauptstadt mit seinem Verein Dritter. Zudem spielte er in seiner ersten Spielzeit mit der AS Rom in der UEFA Champions League und erreichte mit seinem Verein das Achtelfinale, wo der FC Barcelona Endstation bedeutete. In der Coppa Italia war ebenfalls im Achtelfinale Schluss, als die Römer und Rüdiger nach Elfmeterschießen gegen Spezia Calcio ausschieden.
Zur Saison 2016/17 verpflichtete die AS Rom ihn für die festgeschriebene Ablösesumme in Höhe von neun Millionen Euro fest vom in die 2. Bundesliga abgestiegenen VfB Stuttgart. Seine Vertragslaufzeit war bis zum 30. Juni 2020 festgesetzt. Rüdiger verpasste den Beginn der Saison wegen eines Kreuzbandrisses, hatte sich allerdings in der Folgezeit wieder in die Stammelf spielen können. Während seiner Abwesenheit verpassten die Römer die Qualifikation für die Gruppenphase der Champions League, als sie gegen den FC Porto ausschieden. In der UEFA Europa League erreichten Rüdiger und die AS Rom das Achtelfinale, wo sie gegen Olympique Lyon die Segel streichen mussten. In der Coppa Italia erreichten die Römer das Halbfinale, verpassten allerdings den Finaleinzug, als sie gegen den Stadtrivalen Lazio Rom ausschieden.

### FC Chelsea

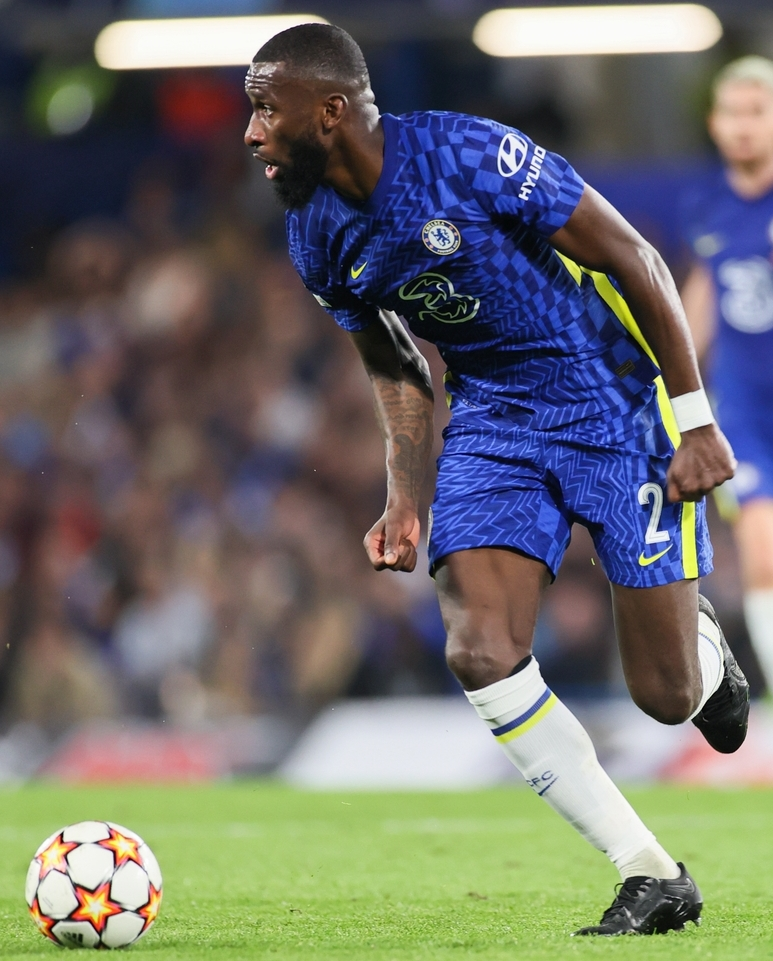
Mit Chelsea (2021)

Zur Saison 2017/18 wechselte Rüdiger zum englischen Meister FC Chelsea in die Premier League. Die Vereine einigten sich auf eine Ablösesumme von 35 Millionen Euro sowie Zusatzzahlungen von bis zu vier Millionen Euro. Rüdiger saß in seiner ersten Saison entweder hauptsächlich auf der Bank oder kam als Startelfspieler zum Einsatz. So hatte er in seinem ersten Jahr in der britischen Hauptstadt London in 27 von 38 Saisonspielen in der Premier League gespielt, stand aber in davon 25 in der Anfangself. In der „Königsklasse“ erreichte der FC Chelsea das Achtelfinale und schied dort gegen den FC Barcelona aus, der FA Cup hingegen wurde gewonnen, als im Endspiel Manchester United mit 1:0 geschlagen wurde. Derweil schieden Rüdiger und der FC Chelsea im EFL Cup im Halbfinale gegen den FC Arsenal aus. In der Liga verpassten sie als Fünfter die Qualifikation für die „CL“. In seinem zweiten Jahr in London – mittlerweile wurde Trainer Antonio Conte durch seinen italienischen Landsmann Maurizio Sarri abgelöst – war Rüdiger Stammspieler als Innenverteidiger und qualifizierte sich mit seinem Verein als Dritter für die Champions League, wobei er das Saisonende wegen einer Knieoperation verpasste und auch das Endspiel in der UEFA Europa League. In dieser gewann Chelsea nach einem 4:1-Sieg in einem rein englischen Finale gegen den Stadtkonkurrenten FC Arsenal den Titel. Im FA Cup schied der FC Chelsea gegen Manchester United aus und im EFL Cup erreichten Rüdiger und der FC Chelsea zwar das Finale, verloren allerdings nach Elfmeterschießen gegen Manchester City.
In seiner dritten Saison beim FC Chelsea, der Saison 2019/20, verpasste er verletzungsbedingt über weite Strecken die zweite Hälfte des Jahres 2019, wurde dann allerdings wieder Stammspieler als Innenverteidiger. Im EFL Cup schied Rüdiger mit seinem Verein, der seit Sommer 2019 von Frank Lampard betreut wurde, gegen Manchester United aus, im FA Cup wurde das Endspiel erreicht, jedoch unterlag man dort dem FC Arsenal. In der CL schieden die Londoner im Achtelfinale gegen den FC Bayern München aus. Derweil erreichte der FC Chelsea in der Premier League wieder die Qualifikation für die UEFA Champions League. Das vierte Jahr von Rüdiger in London fing für ihn nicht gut an, da er in das zweite Glied rückte. Da Chelsea sich außerhalb der internationalen Plätze wiederfand und zudem gegen Tottenham Hotspur im EFL Cup ausschieden, wurde Lampard entlassen und durch den Deutschen Thomas Tuchel ersetzt. Unter diesem stieg Rüdiger wieder zum Stammspieler auf und die Blues erreichten schließlich doch noch die Qualifikation für die Königsklasse. Zudem drang Chelsea im FA Cup bis ins Endspiel vor, unterlag allerdings dort Leicester City. Auch in der Champions League erreichte Rüdiger mit der Mannschaft von der Stamford Bridge das Endspiel, wo man durch das Tor von seinem Nationalmannschaftskollegen Kai Havertz mit 1:0 gegen den Ligarivalen Manchester City gewann.
In seinem fünften Jahr behielt Rüdiger unter seinem deutschen Landsmann seinen Platz in der Stammelf. Sie gewannen mit Chelsea den UEFA Super Cup – Sieg nach Elfmeterschießen gegen den FC Villarreal – sowie die FIFA-Klub-Weltmeisterschaft – 2:1-Sieg nach Verlängerung gegen Palmeiras São Paulo – und sowohl im EFL Cup als auch im FA Cup wurde das Finale erreicht, wo die Londoner jeweils nach Elfmeterschießen gegen den FC Liverpool verloren. In der Liga wurde Chelsea Dritter, in der Champions League folgte das Ausscheiden im Viertelfinale gegen Real Madrid.

### Real Madrid

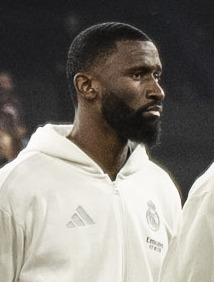
Bei Real Madrid (2025)

Nach seinem Vertragsende beim FC Chelsea wechselte Rüdiger zur Saison 2022/23 ablösefrei in die spanische Primera División zu Real Madrid. Er unterschrieb beim amtierenden spanischen Meister und Champions-League-Sieger einen Vertrag bis zum 30. Juni 2026. In seiner ersten Saison in der spanischen Hauptstadt Madrid kam Rüdiger regelmäßig zum Einsatz und stand auch oft in der Startelf. Rüdiger gewann mit Real Madrid die FIFA-Klub-Weltmeisterschaft sowie den UEFA-Superpokal, schied allerdings mit den Königlichen in der UEFA Champions League im Halbfinale gegen Manchester City aus. Auf nationaler Ebene stand der Gewinn der Copa del Rey nach einem 2:1-Finalsieg gegen CA Osasuna, während in der Liga der zweite Platz hinter dem FC Barcelona belegt wurde.
Am 1. Juni 2024 gewann Rüdiger mit Real Madrid seine zweite UEFA Champions League gegen seinen Jugendklub Borussia Dortmund mit 2:0.

## Nationalmannschaft
Bei einem Vier-Nationen-Turnier in Israel erzielte Rüdiger für die U18-Nationalmannschaft am 17. Dezember 2010 im Endspiel gegen die USA in der Schlussminute per Freistoß den entscheidenden Treffer zum 2:1. Für die U19-Nationalmannschaft debütierte er am 31. Mai 2011 gegen Ungarn in der Qualifikation für die U19-Europameisterschaft 2011, obwohl er zu diesem Zeitpunkt noch für die U18 spielberechtigt war. Insgesamt absolvierte er 13 U-19-Länderspiele. Am 27. Mai 2012 erzielte er sein erstes Tor im U-19-Trikot gegen Rumänien in der 87. Minute zum 1:0. Das Spiel endete 1:1.
Für das U20-Nationalteam war Rüdiger am 9. September 2012 gegen Polen erstmals im Einsatz. Am 14. November 2012 gab er gegen die Türkei sein Debüt für die U21-Nationalmannschaft und war dabei über die gesamte Spieldistanz im Einsatz. Er wurde am 24. Mai 2013 für die U21-Europameisterschaft 2013 nachnominiert.
Am 8. Mai 2014 nominierte der Bundestrainer Joachim Löw Rüdiger in den Kader der A-Nationalmannschaft für das Test-Länderspiel gegen die Nationalmannschaft Polens am 13. Mai 2014 in Hamburg. In dieser Begegnung debütierte er eine Halbzeit lang und wurde zur zweiten Halbzeit für Benedikt Höwedes ausgewechselt. Durch den offiziellen Fanklub der Nationalmannschaft wurde Rüdiger für sein A-Länderspieldebüt zum Spieler des Spiels gewählt.
Am 29. August 2014 wurde er für die direkte Neuauflage des WM-Endspiels gegen Argentinien am 3. September 2014 sowie für den Auftakt der Qualifikation zur Europameisterschaft 2016 gegen Schottland am 7. September 2014 in den Kader des DFB berufen und absolvierte gegen Argentinien sein zweites A-Länderspiel. Rüdiger gab am 11. Oktober 2014 im EM-Qualifikationsspiel gegen Polen in der Startaufstellung sein A-Pflichtländerspieldebüt und ist damit nicht mehr für andere Verbände spielberechtigt.
Rüdiger gehörte dem Kader für die Europameisterschaft 2016 an, zog sich jedoch im Mannschaftstraining in Évian-les-Bains eine schwere Knieverletzung zu und wurde durch Jonathan Tah ersetzt.
Bundestrainer Joachim Löw nominierte Antonio Rüdiger für den FIFA-Konföderationen-Pokal 2017 in Russland. Während des Turniers kam er auf vier Einsätze, darunter beim 1:0-Finalsieg gegen Chile, welcher den Gewinn des Konföderationen-Pokals bedeutete. Auch bei der Weltmeisterschaft 2018 gehörte er zum Kader und hatte einen Einsatz in der Vorrunde.
Auch bei der Europameisterschaft 2021 gehörte er dem Kader an. Nach Platz 2 in Gruppe F schied Deutschland im Achtelfinale gegen England aus. Rüdiger stand in allen vier Partien in der Startelf.
Im November 2022 wurde er von Trainer Hansi Flick in den Kader für die Weltmeisterschaft 2022 berufen. Hier schied Deutschland in der Vorrunde als Gruppendritter aus, Rüdiger absolvierte alle drei Partien.
Im Mai 2024 wurde er von Bundestrainer Julian Nagelsmann in den Kader für die Europameisterschaft im eigenen Land berufen. Er kam in allen drei Vorrundenspielen, im Achtelfinale und im Viertelfinale zum Einsatz.

## Titel und Auszeichnungen

### Vereine
International
- Champions-League-Sieger (2): 2021 (FC Chelsea), 2024 (Real Madrid)
- Europa-League-Sieger: 2019 (FC Chelsea)
- Klub-Weltmeister (2): 2021 (FC Chelsea), 2022 (Real Madrid)
- Interkontinental-Pokalsieger: 2024 (Real Madrid)
- UEFA-Super-Cup-Sieger (3): 2021 (FC Chelsea), 2022, 2024 (beide Real Madrid)

England
- Pokalsieger: 2018 (FC Chelsea)

Spanien
- Meister: 2024 (Real Madrid)
- Pokalsieger: 2023 (Real Madrid)
- Supercupsieger: 2024 (Real Madrid)

### Nationalmannschaft
- Confed-Cup-Sieger: 2017

### Persönliche Auszeichnungen
- Nominierung für den Ballon d’Or: 2022 (25. Platz); 2024 (22. Platz)
- Fritz-Walter-Medaille in Gold (U19): 2012[32]
- Man of the Match FA-Cup-Finale 2018[33]

## Verfehlungen auf und neben dem Platz
Das Verhalten Rüdigers wurde auch außerhalb der Sportpresse thematisiert und vor allem stark kritisiert.
Im Oktober 2013 ließ sich Rüdiger in einem Bundesligaspiel des VfB Stuttgart gegen den Hamburger SV zu einer Tätlichkeit gegen den HSV-Spieler Rafael van der Vaart hinreißen und streckte den Niederländer mit einem Leberhaken zu Boden. Dafür erhielt Rüdiger die rote Karte. Später entschuldigte er sich bei seinen Mannschaftskameraden, jedoch nicht bei van der Vaart.
Nach dem Mord an Samuel Paty und der Kritik des französischen Präsidenten Emmanuel Macron am Islamismus versah Rüdiger Ende 2020 einen gegen Macron gerichteten Instagram-Beitrag des ehemaligen russischen Mixed-Martial-Arts-Kämpfers Chabib Nurmagomedow mit einem Like. Nurmagomedow schrieb: „Möge der Allmächtige das Gesicht dieser Kreatur und all ihrer Anhänger entstellen, die unter dem Motto der Meinungsfreiheit die Gefühle von mehr als eineinhalb Milliarden Muslimen verletzen“. Rüdiger entschuldigte sich später für seinen Like und erklärte, er habe den Inhalt des auf Russisch verfassten Beitrags nicht verstanden.
Im Vorfeld eines Länderspiels gegen die Ukraine im Juni 2023 beleidigte Rüdiger einen etwas aufdringlichen Autogrammjäger mehrmals als „Spasti“. Für diese diskriminierende Beleidigung wurde Rüdiger von Behindertenverbänden kritisiert.
Eine von Rüdiger auf Fotos gezeigte Tauhīd-Geste, also ein erhobener Zeigefinger, wurde im März 2024 kontrovers diskutiert. Rüdiger stellte erfolglos Strafanzeige gegen den Journalisten Julian Reichelt, nachdem dieser sie als „Islamisten-Gruß“ bezeichnet und eine Verbindung zur Terrororganisation Islamischer Staat hergestellt hatte.
Nach einem gewonnenen Elfmeterschießen im Achtelfinale der Champions League 2024/25 gegen Atlético Madrid provozierte Rüdiger die Fans des Stadtrivalen mit einer „Kopf-ab“-Geste. Wegen unsportlichen Verhaltens erhielt Rüdiger von der UEFA eine Sperre für eine Champions-League-Partie. Die Strafe wurde zur Bewährung auf ein Jahr ausgesetzt. Zudem wurde Rüdiger zu einer Geldstrafe in Höhe von 40.000 Euro verurteilt.
Nach der 2:3-Niederlage im Finale der Copa del Rey 2024/25 sorgte der bereits ausgewechselte Rüdiger erneut für Aufsehen: Er beleidigte den Schiedsrichter Ricardo de Burgos Bengoetxea nach einem Foulpfiff und warf eine Rolle Tape in Richtung des Unparteiischen, der ihm daraufhin die rote Karte zeigte. Journalisten wie Marcel Reif forderten anschließend die Suspendierung Rüdigers aus der deutschen Nationalmannschaft. Dasselbe taten die ehemaligen Nationalspieler Mario Basler, Dietmar Hamann und DFB-Ehrenspielführer Lothar Matthäus. Der ehemalige Schiedsrichter Thorsten Kinhöfer nannte Rüdigers Auftreten hingegen „eine Schande“. Der DFB in Person seines Direktors Rudi Völler rügte Rüdiger für sein Verhalten, verzichtete allerdings auf weitere Maßnahmen. Der spanische Fußballverband sperrte Rüdiger für sechs Spiele.

## Sonstiges
Wegen eines Jochbeinbruchs, den er sich bei dem Champions-League-Halbfinalrückspiel 2021 gegen Real Madrid zugezogen hatte, trug Rüdiger lange Zeit beim Fußball eine Karbonfaser-Gesichtsschutzmaske.
Im Berliner Zoo wurde 2024 das weibliche Zwergflusspferd Toni nach ihm benannt.